# Банново (Чувашия)
Ба́нново (чув. Паникасси) — упразднённая деревня, вошедшая в состав города Новочебоксарска Чувашской Республики.

## История
Официально образована в 1935 году после слияния деревень Банново-Тохтарово (чув. Паникас-Тохтар) и Банново-Яндашево (чув. Паникас-Янташ).
11 августа 1965 года Президиум Верховного Совета ЧАССР принял постановление «Об образовании в Чувашской АССР города Новочебоксарска», которым упразднил Банновский сельсовет города Чебоксары, передав населённые пункты Банново, Иваново, Ольдеево, Тенекассы, Чёдино и Яндашево в административное подчинение Новочебоксарского горсовета.
По состоянию на 1 мая 1981 года деревни Банново, Иваново и Ольдеево образовывали совхоз «XXV съезд КПСС»:78.
Деревня исключена из списка населённых пунктов Чувашской Республики в сентябре 2004 года. 
Административно-территориальная принадлежность
В составе: Чебоксарского (до 10 октября 1939 года), Мариинско-Посадского (до 16 марта 1961 года) районов, в административном подчинении Чебоксарского горсовета (по 27 декабря 1971 года); сельский совет — Банновский, горсовет Новочебоксарский (с 27 сентября 1965 года), райсовет Новочебоксарский (с 11 декабря 1965 года), горсовет Новочебоксарский (с 27 декабря 1971 года):127.

## Инфраструктура
Транспорт
Ближайшая остановка общественного транспорта находится на расстоянии примерно в 1 км в Новочебоксарске. Есть возможность добраться на автомобильном транспорте.

## Уроженцы
- Петров Валерий Павлович (р. 1951, Банново, Мариинско-Посадский район) — государственный деятель. В 1994—1998 годах заместитель председателя Чувашского республиканского совета профсоюзов, в 1998—2000 годах министр труда Чувашской Республики, с ноября 2000 года министр юстиции Чувашской Республики[4].

## Память о деревне
- Обелиск воинам, погибшим в Великой Отечественной войне 1941—1945 гг.[5].
- «Фонтан памяти» в честь 13 деревень, вошедших в состав Новочебоксарска, расположен у входа в храм равноапостольного князя Владимира на Соборной площади Новочебоксарска. На гранях фонтана — названия 13 деревень, на месте которых основан современный Новочебоксарск: Анаткасы, Арманкасы, Банново, Ельниково-Изеево, Ельниково-Тохтарово, Иваново, Ольдеево, Пустынкасы, Тенеккасы, Тоскинеево, Цыганкасы, Чёдино, Яндашево[5].